# كزوارينة دقيقة
كزوارينة دقيقة (الاسم العلمي:Casuarina tenella) هي نوع من النباتات تتبع جنس الكزوارينة من الفصيلة الكزوارينية.